# Loi constituante tunisienne de 2011
Lire en ligne

Wikisource

Constitution de 1959 Constitution de 2014
La loi constituante tunisienne de 2011 ou loi constituante n°2011-6 du 16 décembre 2011 sur l'organisation provisoire des pouvoirs publics (arabe : قانون التنظيم المؤقت للسلط العمومية), dite aussi « petite Constitution », est une loi tunisienne de nature constitutionnelle adoptée par l'Assemblée constituante le 10 décembre 2011 ; elle est publiée au Journal officiel de la République tunisienne le 23 décembre. Elle donne une organisation constitutionnelle provisoire à la Tunisie, succédant ainsi au décret-loi du 23 mars 2011 et à la constitution de 1959.
Cette loi détermine l'organisation des pouvoirs du pays. Elle est appliquée jusqu'à la promulgation le 10 février 2014 d'une nouvelle constitution par l'Assemblée constituante, qui adopte le texte le 26 janvier 2014.

## Contexte
Après cinq jours de débats, marqués notamment par la question du rôle du président de la République, l'Assemblée constituante adopte le 10 décembre 2011, par 141 voix contre 37, un projet de loi en 26 articles organisant provisoirement les pouvoirs publics,.

## Organisation institutionnelle

### Assemblée constituante
Les attributions de l'Assemblée constituante sont fixées par la loi :
- représenter le pouvoir législatif ;
- élire le président de l'Assemblée et le président de la République ;
- contrôler les actions du gouvernement ;
- rédiger la nouvelle Constitution.

La loi donne à au moins dix membres de l'Assemblée ou au gouvernement le droit de proposer des projets de lois. 
Conformément à l'article 3 de la loi sur l'organisation provisoire des pouvoirs publics, la principale responsabilité de l'Assemblée constituante consiste à rédiger une nouvelle Constitution. Chaque article du projet de Constitution doit être adopté séparément à la majorité absolue des membres. La version définitive doit ensuite être adoptée intégralement avec l'appui des deux tiers des députés de l'Assemblée constituante. 
Les projets de loi ordinaire sont adoptés à la majorité relative des membres présents à l'Assemblée constituante. Les projets de lois organiques sont adoptés à la majorité absolue des membres de l'Assemblée.

### Président de la République

#### Élection
L'Assemblée constituante élit le président de la République à bulletin secret, à la majorité absolue de ses membres. Si aucun des candidats n'obtient la majorité absolue, un deuxième tour est organisé entre les deux candidats ayant obtenu le plus de suffrages.
Le dépôt des candidatures est conditionné à certains critères : le candidat doit être musulman, n'avoir que la nationalité tunisienne, des parents tunisiens et être âgé d'au moins 35 ans.
Le président élu doit renoncer à la présidence de son parti et à son poste en tant que membre de l'Assemblée constituante s'il en fait partie. 
Les membres de l'Assemblée constituante peuvent révoquer le président à la majorité absolue, après le dépôt d'une demande justifiée auprès du président de l'Assemblée constituante. Ceux-ci élisent un nouveau président dans un délai de moins de quinze jours. Dans l'intervalle, c'est le président de l'Assemblée constituante qui devient président de la République par intérim.

#### Rôles
La loi lui retire quelques attributions qui étaient les siennes selon la Constitution de 1959 et les transmettent au chef du gouvernement, notamment la présidence du Conseil des ministres. Les attributions du président de la République sont les suivantes : 
- Représenter le pays ;
- Promulguer les lois adoptées par l'Assemblée constituante dans un délai de moins de quinze jours ;
- Demander au chef du gouvernement de former le gouvernement dont les membres prêtent serment devant lui ;
- Nommer le mufti de la République avec l'accord du chef du gouvernement ;
- Assurer les fonctions de commandant suprême de l'armée ;
- Déclarer la guerre ou la paix avec l'accord d'un tiers des membres de l'Assemblée constituante ;
- Attribuer les hautes fonctions militaires et du ministère des Affaires étrangères avec l'accord du chef du gouvernement ;
- Attribuer les hautes fonctions à la présidence de la République[7].

Le président de la République peut, en cas d'empêchement, transmettre ses pouvoirs au chef du gouvernement pendant moins de trois mois.

### Gouvernement
Le gouvernement veille au bon fonctionnement de l'administration de l'État.
Le chef du gouvernement exerce le pouvoir réglementaire par décret. Tout ce qui ne relève pas du domaine de la loi est soumis au pouvoir réglementaire.

### Chef du gouvernement
Le président de la République charge le candidat du parti politique ayant obtenu le plus grand nombre de sièges à l'Assemblée constituante de former le gouvernement. Ce dernier soumet au président la liste de ses membres dans un délai qui ne dépasse pas 21 jours. S'il ne parvient pas à le faire dans les délais impartis, le président le révoque et charge une autre personnalité de la mission, selon l'article 14. En cas de décès, de démission ou de révocation du chef du gouvernement, le président charge le candidat du premier parti à l'Assemblée de former un nouveau gouvernement.
À la différence de ce qui est écrit dans la Constitution de 1959, c'est le chef du gouvernement et non plus le président de la République qui préside le Conseil des ministres.
Désormais, le chef du gouvernement peut supprimer ou créer des ministères ainsi que définir les missions et attributions de chaque institution sous la tutelle du gouvernement. C'est aussi lui qui nomme les hauts fonctionnaires civils, avec l'aide du ministre chargé de ce secteur. Il nomme le gouverneur de la Banque centrale après concertation avec le président de la République. Il peut aussi dissoudre les conseils municipaux, les conseils régionaux et les conseils locaux en demandant l'avis du président.
Il est le représentant, avec le président, de la nation tunisienne à l'étranger.
Le chef du gouvernement présente à l'Assemblée constituante le programme de son gouvernement. L'Assemblée vote ensuite la confiance au gouvernement qui prête serment après l'annonce des résultats du vote.
L'Assemblée se charge de contrôler le gouvernement et peut voter une motion de censure pour mettre fin à son mandat. Le candidat du parti politique ayant le plus de sièges à l'Assemblée est alors nommé chef du gouvernement et doit présenter la composition de son gouvernement au président de la République. L'Assemblée peut également voter une motion de censure contre un ministre en particulier ; le poste est alors vacant jusqu'à ce que le chef du gouvernement nomme son remplaçant.
Une fois que le Conseil des ministres a délibéré sur les projets de lois, il les soumet à l'Assemblée constituante par l'intermédiaire du chef du gouvernement.

### Pouvoir judiciaire
Le pouvoir judiciaire est indépendant.
L'Assemblée constituante doit adopter, en concertation avec les magistrats, une loi organique créant une instance représentative provisoire chargée de superviser la justice judiciaire. Cette instance provisoire doit remplacer le Conseil supérieur de la magistrature. L'Assemblée constituante doit également adopter une loi organique instituant et organisant la justice transitionnelle.
La Cour des comptes et le Tribunal administratif continuent à exercer leurs fonctions conformément aux lois et règlements en vigueur.

### Autres institutions
L'Assemblée constituante doit, par une loi, créer une instance chargée de superviser les élections et les référendums.
Le gouverneur de la Banque centrale de Tunisie est nommé conjointement par le chef du gouvernement et le président de la République. La nomination doit être validée par une majorité des membres présents de l'Assemblée constituante. Le gouverneur propose un candidat pour le poste de vice-gouverneur. Le vice-gouverneur et les membres du conseil d'administration sont nommés avec l'accord du président de l'Assemblée constituante, du président de la République et du chef du gouvernement.

### Collectivités territoriales
Les conseils régionaux, les délégations spéciales et les conseils municipaux exercent leurs fonctions conformément à la loi en vigueur, jusqu'à ce qu'elle soit amendée par l'Assemblée constituante. Le chef du gouvernement peut, après consultation du président de la République, du président de l'Assemblée constituante et des élus de la région concernée au sein de l'Assemblée, dissoudre les conseils ou délégations existantes. Il peut également nommer de nouvelles délégations ou proroger leurs missions.

### Dispositions finales
Cette loi approuve officiellement la suspension de la Constitution de 1959. Elle entre en vigueur dès son adoption par l'Assemblée constituante. Toutes les lois qui lui sont contraires cessent d'être appliquées.